# David Silva
David Josué Jiménez Silva (* 8. Januar 1986 in Arguineguín, Gran Canaria) ist ein ehemaliger spanischer Fußballspieler. Er wurde zentral, außen und im Sturm eingesetzt. Mit Manchester City wurde er viermal englischer Meister sowie fünfmal englischer Landespokalsieger. Silva spielte zuletzt beim Erstligisten Real Sociedad.

## Vereinskarriere
David Silva, dessen Mutter japanische Wurzeln hat, kam im Alter von 14 Jahren zum FC Valencia. In der zweiten Mannschaft des FC Valencia bestritt er seine ersten Vereinsspiele in der Segunda División B. In der darauffolgenden Saison spielte er bei SD Eibar in der spanischen Segunda División auf Leihbasis. In 35 Spielen erzielte der Mittelfeldspieler fünf Tore.
2005 wechselte Silva leihweise zu Celta Vigo, für die er am 28. August 2005 beim Spiel gegen den FC Málaga sein erstes Erstligaspiel bestritt. Silva beendete die Saison 2005/06 mit Vigo als Stammspieler auf dem sechsten Platz in der Tabelle.
In der Saison 2006/07 kehrte er zum FC Valencia zurück. Seine ersten Einsätze bestritt er in der Qualifikation zur UEFA Champions League gegen Red Bull Salzburg, bei der er im Rückspiel sein erstes Tor zum 3:0-Endstand für Valencia erzielte. Bei Valencia war er in seinen ersten beiden Saisons, gerade knapp über 20 Jahre alt, gesetzt und verpasste dabei nur sechs von 76 Ligaspielen. 2008 gewann er mit Valencia den spanischen Pokal.
Der Beginn der Saison 2008/09 verletzte Silva sich im ersten Ligaspiel gegen den RCD Mallorca und unterzog sich wegen der dabei erlittenen chronischen Entzündung im linken Sprunggelenk einer Operation, durch die er drei Monate ausfiel. Drei Spiele nach seinem Comeback Ende des Jahres 2008 erzielte Silva seinen ersten Doppelpack beim 3:1 gegen Atlético Madrid. Am Ende der Saison belegte sein Klub den sechsten Rang in der Tabelle und war damit in der kommenden Spielzeit für die Europa League startberechtigt.
In der nachfolgenden Saison konnte Silva seine Leistung nochmals steigern und erzielte seinen bisherigen Bestwert von acht Ligatoren in 30 Spielen. Mit seinem Team schied er in der UEFA Europa League 2009/10 im Viertelfinale gegen Atlético Madrid aus und rangierte am Saisonende auf dem dritten Platz der Liga.
Zur Saison 2010/11 wechselte Silva zu Manchester City. Die Ablösesumme betrug umgerechnet 28,75 Millionen Euro. In seiner ersten Saison in England wurde Silva Stammspieler bei Manchester City und gewann mit dem Team den FA Cup.
Am 30. November 2017 verlängerte Silva seinen Vertrag bei Manchester City vorzeitig um ein weiteres Jahr bis 2020.
Im Juni 2019 bestätigte Silva, dass er Manchester City zum Ende der Saison 2019/20 und somit auch zum Ende seines Vertrages bei den Citizens nach 10 Jahren verlassen wird. Der Spanier scheiterte mit dem Verein im Viertelfinale der Champions League an Olympique Lyon, wurde mit ihm Vizemeister hinter dem FC Liverpool und gewann mit ihm den Ligapokal.
Zur Spielzeit 2020/21 kehrte der Offensivspieler in die erste spanische Liga zurück und unterschrieb einen Zweijahresvertrag beim Europa-League-Teilnehmer Real Sociedad. Im Juli 2023 gab er sein sofortiges Karriereende bekannt.

## Nationalmannschaftskarriere

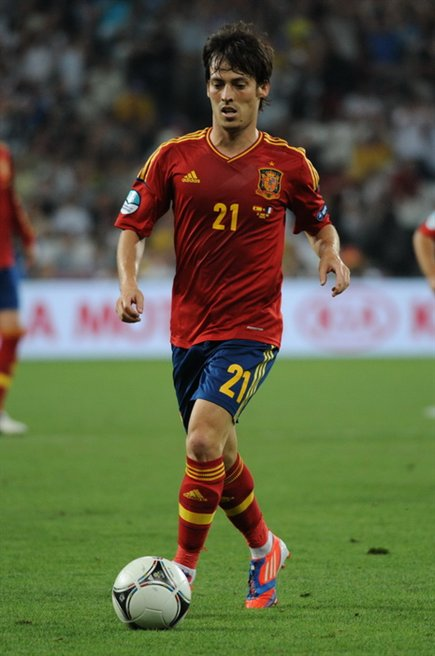
Silva bei der EM 2012

Silva war bereits in den diversen Jugendkategorien der spanischen Nationalmannschaft als Spieler erfolgreich. Im Mai 2003 erreichte er mit der spanischen U17-Auswahl das Finale der U17-EM, in dem Spanien gegen Portugal 1:2 verlor. Drei Monate später, im August, erreichte er mit Spaniens U17 bei der U17-WM wiederum das Finale, das Brasilien jedoch mit 1:0 gewann. Silva spielte bei diesem Turnier an der Seite von Cesc Fàbregas und erzielte drei Tore in drei Spielen.
Mit der U19-Nationalmannschaft Spaniens gewann er die U19-Europameisterschaft 2004 und nahm ein Jahr später an der Junioren-Fußballweltmeisterschaft 2005 teil. Spanien schied dabei im Viertelfinale gegen den späteren Weltmeister Argentinien aus. Silva konnte während des Turniers vier Tore erzielen und teilte sich damit den vierten Platz in der Torschützenliste mit dem Italiener Graziano Pellè.
Am 15. November 2006 gab er im Spiel gegen Rumänien (0:1) sein Debüt in der A-Mannschaft. Seine ersten beiden Länderspieltore erzielte er am 22. August 2007 in einem Freundschaftsspiel gegen Griechenland.
Silva gehörte auch dem Kader an, den Luis Aragonés zur EM 2008 in Österreich und der Schweiz nominierte. Er erzielte bei der Europameisterschaft im Halbfinale gegen Russland das letzte Tor des Tages zum 3:0. Im Finale wäre Silva beinahe vom Platz geflogen, nachdem er mit Lukas Podolski aneinandergeriet und beide mit den Köpfen zusammenstießen. Der Schiedsrichter Roberto Rosetti beließ es jedoch bei einer Ermahnung, Luis Aragonés wechselte den Spieler in der Folge aus, Spanien gewann das Spiel letztlich mit 1:0 und wurde Europameister.
Beim Konföderationen-Pokal 2009 erreichte er mit Spanien den dritten Platz.
In der Qualifikation zur WM 2010 absolvierte er fünf Spiele, in denen er drei Tore erzielen konnte. Vicente del Bosque berief Silva im Mai 2010 in den Kader für die WM 2010. Dort kam er bei Spaniens ersten Gewinn einer Fußball-Weltmeisterschaft zwei Mal zum Einsatz. Nach einer durchwachsenen Leistung im Auftaktspiel gegen die Schweiz (0:1) verlor Silva seinen Stammplatz und kam anschließend lediglich im Halbfinale gegen Deutschland zu einem Kurzeinsatz.
Silva wurde von Trainer Vicente del Bosque in den Kader der spanischen Nationalelf für die UEFA Euro 2012 aufgenommen. In der Qualifikation hatte sich Spanien souverän mit 26:6 Toren und acht Siegen in acht Spielen qualifiziert. Silva hatte viermal getroffen und war hinter David Villa zweitbester spanischer Torschütze. Del Bosque ließ phasenweise mit einer 4-6-0-Formation spielen, also ohne echten Stürmer und nur mit sehr offensiven Mittelfeldspielern. In dieser Aufstellung nahm Silva die Rolle einer Offensivkraft ein. Er lief bei jedem Spiel als Stammkraft auf. Im ersten Spiel bereitete er den wichtigen Ausgleichstreffer zum 1:1-Endstand gegen Italien mit einer technisch anspruchsvollen Vorlage vor. Im Gruppenspiel gegen Irland traf er zum 2:0 und bereitete das 3:0 mit einem Pass auf Torres vor. Im Endspiel gegen Italien schoss er das 1:0. Spanien gelang als erster Mannschaft überhaupt die Titelverteidigung eines Europameistertitels.
Bei der Fußball-Europameisterschaft 2016 in Frankreich wurde er in das Aufgebot Spaniens aufgenommen. Im Auftaktspiel gegen Tschechien absolvierte er sein 100. Länderspiel. In diesem wie in allen anderen Spielen bis zum frühen Turnier-Aus gegen Italien im Achtelfinale war er Stammspieler.
Nach der erfolglosen Fußball-Weltmeisterschaft 2018, bei der Spanien im Achtelfinale gegen Russland ausschied, trat er im August aus der Nationalmannschaft zurück.

## Titel und Erfolge
Verein:
- Spanischer Pokalsieger: 2008, 2020
- Englischer Pokalsieger: 2011
- Englischer Meister: 2012, 2014, 2018, 2019
- Englischer Ligapokalsieger: 2014, 2016, 2018, 2019, 2020
- Englischer Supercupsieger: 2012, 2018, 2019

Nationalmannschaft:
- Weltmeister: 2010 (2 Einsätze)
- Europameister: 2008, 2012 (5 Einsätze, 1 Tor)
- Dritter Platz beim Konföderationen-Pokal 2009 (3 Einsätze)
- Finalist beim Konföderationen-Pokal 2013 (3 Einsätze, 2 Tore)
- U19-Europameister: 2004
- Vize-U17-Europameister: 2003
- Vize-U17-Weltmeister: 2003

Individuell:
- Bronzener Ball bei der U17-WM 2003
- Premier League Spieler des Monats: September 2011
- PFA Team of the Year: 2011/12, 2017/18
- Aufnahme ins UEFA-All-Star-Team der Europameisterschaft 2012